# 아다마 트라오레 디아라
아다마 트라오레 디아라(프랑스어: Adama Traoré Diarra, 1996년 1월 25일~)는 스페인의 말리계 축구 선수로 포지션은 윙어이며 현재 잉글랜드 프리미어리그의 풀럼에서 활약하고 있다.
트라오레는 그의 부모가 L'Hospitalet de Llobregat에서 태어났고, 또 어렸을 때부터 이 나라에서 살았기 때문에 말리 또는 프랑스를 대표하여 출전할 자격이 있다.

## 선수 경력

### 클럽
2013년부터 2015년까지 FC 바르셀로나 B 소속으로 63경기 8골을 기록하며 2013-14년 UEFA 유스리그 우승을 차지했고 스페인 2부 리그 2013-14 시즌에서도 올해의 팀에도 선정되는 영예를 안았으며 1군에서는 리그와 컵대회를 통틀어 4경기 1골에 그쳤지만 코파 델 레이 2014-15 시즌 우승을 맛보았다.
이후 2015년 8월 14일 한화 약 16억원의 계약금을 받고 잉글랜드 프리미어리그 애스턴 빌라로 둥지를 틀어 프리미어리그 2015-16 시즌 11경기를 소화했지만 팀의 2부 리그 강등을 막지 못했고 2016-17 시즌 2부 리그에서는 리그 1경기 출장에 그친 끝에 2016년 8월 31일 미들즈브러 FC로 이적했다.
이적 후 프리미어리그 2016-17에서 27경기를 뛰었음에도 불구하고 미들즈브러의 2부 리그 강등을 막지 못했지만 2017-18 시즌 2부 리그에서는 37경기를 소화하며 2017-18 미들즈브러 팬들이 선정한 올해의 선수, 미들즈브러 올해의 신인 선수에 이름을 올렸으며 2018년 8월 계약 기간 5년·한화 24억원의 계약금을 받고 울버햄프턴 원더러스의 유니폼으로 갈아입었다.
그리고 울버햄프턴으로 이적 후 잉글랜드 FA컵 2018-19 4강, 2019-20년 UEFA 유로파리그 8강 진출 등에 공헌했으며 2020년 1월에는 PFA에서 선정한 이달의 선수에 이름을 올렸다.
2022년 1월 29일 바르셀로나로 반 시즌 임대 형식으로 복귀했다.
2023년 8월 12일 울버햄프턴 원더러스와 계약 만료 후 풀럼 FC에 입단했다.

### 국가대표팀
2019년 11월 몰타와 루마니아와의 UEFA 유로 2020 예선 F조 9차전과 최종전 경기를 앞두고 로드리고가 부상으로 아웃되면서 스페인 성인대표팀에 첫 발탁되었지만 경기에는 출전하지 못했고 2020년 8월말 독일과 우크라이나와의 2020-21년 UEFA 네이션스리그 A 4조 1차전과 2차전 경기를 앞두고 대표팀 소집 명단에 이름을 올렸으나 코로나19에 감염되면서 결국 출전 명단에서 제외되었다.
격리 조치된 후 실시된 재검사에서는 음성 판정을 받았고 같은 해 10월 국제 A매치 경기를 앞두고 스페인 대표팀 뿐만 아니라 말리 성인대표팀으로부터 소집 요청을 받았으나 스페인 대표팀을 선택했으며 10월 7일 스페인 대표팀의 일원으로 포르투갈과의 친선 경기에서 후반 17분경 세르히오 부스케츠와 교체 투입되며 A대표팀에 발탁된지 11개월만에 비로소 A매치 데뷔전을 치렀다.
그리고 10월 10일 스위스와의 2020-21년 UEFA 네이션스리그 A 4조 3차전 경기에서도 후반전 교체 투입되어 저돌적인 경기력으로 팀 승리에 일조한 것은 물론 언론으로부터 찬사를 받기도 했으며 2021년 5월 24일 UEFA 유로 2020 본선 엔트리 합류를 통해 데뷔 첫 메이저 대회 본선에 출전하며 팀의 9년만의 유로 대회 4강 진출에 일조했다.